# 贝尔彻群岛

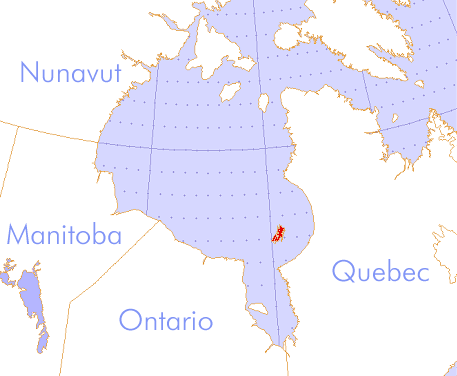
贝尔彻群岛的位置

贝尔彻群岛（Belcher Islands），是加拿大哈德逊湾中的一个群岛，隶属努纳武特地区。该群岛面积超过3,000平方公里，包含约1500个岛屿。由于该地缺少土壤，群岛上没有树木。该群岛的唯一定居點在弗莱厄蒂岛北岸，人口882 (2016年)。

## 地質與地貌
贝尔彻群岛的主要岛屿有弗莱厄蒂岛、斯内普岛等。絲帶般窄長而彎曲的地形是因為岩層經歷摺曲作用。冰河時期過後冰蓋消失、岩層卸載，因而隆起。預料隆起速度將能抵銷侵蝕而達致地殼均衡，並於可見將來維持高於海平面。
而該處岩石合稱貝爾徹組，早於古元古代（25-16億年前）的海洋中形成，並帶有最古老的藍綠菌微化石。另外值得一提的是當地出產優質皂石。